# 上眼潘鰍
上眼潘鰍為輻鰭魚綱鯉形目鰍科的其中一種，為熱帶淡水魚，分布於亞洲婆羅洲東部馬哈坎河流域，體長可達3.6公分，最大約6～7公分，棲息在深色水質、植被覆蓋且流動快速的溪流底層水域，尾鰭基底上並沒有黑色大斑點和一片黑色，是水族館和水族貿易市場上稱為「蛇魚」的物種之一，但屬於比較少見稀有的蛇魚。

## 扩展阅读
維基物種上的相關：上眼潘鰍